# 대한민국의 과학과 기술
대한민국의 연구개발(R&D) 투자 규모는 2021년 기준 정부와 기업을 합쳐 102조 1,352억원으로, 미국과 중국·일본·독일에 이어 세계에서 다섯 번째 규모이다. 국내총생산(GDP) 대비 R&D 투자는 세계 2위 수준이다.

## 전자 제품
2024년 세계 텔레비전 시장 점유율은 삼성이 28.8%, LG가 16.6%로 세계 1위와 2위 모두 대한민국의 기업이다.

## 조선
HD현대중공업, 삼성중공업, 한화오션은 세계적인 경쟁력을 보유하고 있다.